# (29193) Dolphyn
(29193) Dolphyn est un astéroïde de la ceinture principale.

## Description
(29193) Dolphyn est un astéroïde de la ceinture principale. Il fut découvert le 18 novembre 1990 à La Silla par Eric Walter Elst. Il présente une orbite caractérisée par un demi-grand axe de 3,16 UA, une excentricité de 0,16 et une inclinaison de 14,4° par rapport à l'écliptique.

## Compléments